# Bush (album)
Bush è il tredicesimo disco registrato in studio dal rapper californiano Snoop Dogg pubblicato il 12 maggio del 2015 dalla Doggystyle Records e dalla Columbia Records: l'album è stato interamente prodotto da Pharrell Williams con la partecipazione confermata di Stevie Wonder, di Charlie Wilson e di altri noti musicisti nel genere R&B.

## Composizione
Il 28 agosto 2014 è stato pubblicato un video di quello che sarebbe in anteprima uno dei canti durante le registrazioni di alcuni brani del rapper insieme a Pharrell Williams che sarebbero stati contenuti nell'album: a settembre 2014 Snoop ha postato su Instagram un post in cui dichiarava apertamente la collaborazione di Pharrell nel suo tredicesimo disco. Questo è il primo album in studio interamente hip pop rilasciato da Snoop dal Doggumentary, nato il 29 marzo 2011 in collaborazione con Wiz Khalifa, da allora grande amico di Snoop; a gennaio 2015 è stato rivelato dallo stesso rapper il nome del suo nuovo lavoro discografico alla Consumer Electronics Show tenutasi a Las Vegas, Nevada.
L'album è stato quasi interamente scritto da Dogg, e prodotto da Chad Hugo e Pharrell Williams, che aveva già collaborato ad altri tre album per il rapper, ossia Paid tha Cost to Be da Bo$$ (2002),  R&G (Rhythm & Gangsta): The Masterpiece (2004) e Tha Blue Carpet Treatment (2006), fruttando numerosi singoli di successo come Let's Get Blown, Beautiful e Drop It like It's Hot.

## Tracce
1. California Roll (feat. Stevie Wonder) – 4:12 (Calvin Broadus, Pharrell Williams, Chad Hugo, James Fauntleroy)
2. This City – 3:33 (Calvin Broadus, Kelly Sheehan, Chad Hugo, Pharrel Williams)
3. R U A Freak – 3:45 (Calvin Broadus, Chad Hugo, Pharrel Williams)
4. Awake – 3:43 (Calvin Broadus, Chad Hugo, Pharrel Williams)
5. So Many Pros – 4:06 (Calvin Broadus, Chad Hugo, Pharrel Williams)
6. Peaches N Cream (feat. Charlie Wilson) – 4:43 (Calvin Broadus, Cornell Haynes, Jr., James Brown, Garry Shider, George Clinton, Pharrel Williams, Robert Ginyard, Jr., Junie Morrison, Mary Brockert)
7. Edibles (feat. T.I.) – 3:21 (Calvin Broadus, Clifford Harris, Jr., Chad Hugo, Pharrel Williams, Ted Chung)
8. I Knew That – 3:59 (Calvin Broadus, Pharrel Williams)
9. Run Away (feat. Gwen Stefani) – 5:13 (Calvin Broadus, Pharrel Williams, Brent Paschke, Bradley Ridgell, Larry Mizell, Sigidi Bashir Abdullah)
10. I'm Ya Dogg (feat. Kendrick Lamar & Rick Ross) – 4:38 (Calvin Broadus, Kendrick Duckworth, William Roberts II, Pharrel Williams)